# Mimacraea gelinia
Mimacraea gelinia es una especie de mariposa de la familia Lycaenidae.

## Historia
Mimacraea gelinia fue descrita científicamente por primera vez por Oberthür en 1893.

## Hábitat
El hábitat de Mimacraea gelinia se compone de bosques.

## Distribución geográfica
Se encuentra en Tanzania.

## Morfología
Los adultos de la subespecie M. g. nguru se asemejan a las polillas geométridas del género Scopula. 

## Subespecies
- Mimacraea gelinia gelinia (Tanzania, noreste de Usambara)
- Mimacraea gelinia nguru Kielland, 1986 (Tanzania, montañas Nguru)